# Ван Линт, Тео Мартен
Тео Мартен Ван Линт (нидерл. Theo Marten van Lint) (15 июня 1957, Делфт) — нидерландский ученый-историк, арменовед. Профессор в области арменистики и отделения восточного христианства в Оксфордском университете.

## Биография
Тео ван Линт родился 15 июня 1957 года в Делфте. Окончил Лейденский университет. С 1989 по 1990 год находился в Ереване, где проводил исследования армянских рукописей в Матенадаране. В 1996 году получил степень PhD, защитив диссертацию на тему «Костандин Ерзнкаци армянский религиозный поэт XIII—XIV -го века. Армянский текст с переводом и комментариями». Научным руководителем Ван Линта при написании проекта был первый профессор в области арменистики в Нидерландах Йос Вейтенберг. Профессор Ван Линт специализируется на исследовании Армянской истории. Особое место в его исследованиях занимают армянская литература и церковь. Будучи арменоведом, Ван Линт состоит в нескольких профессиональных объединениях: является секретарем в AIEA (Association Internationale des Études Arméniennes), советником в Армянском институте Лондона, и членом американского общества арменистики, членом научно-культурного общества арменистики «Padus-Araxes» (Венеция) и германо-армянского научного общества.

## Награды
- Медаль Мовсеса Хоренаци (25 июня 2025 года, Армения) — за значительный вклад в развитие арменоведения и многолетнюю плодотворную деятельность[4]